# Leichtathletik-Europameisterschaften 1974/4 × 400 m der Frauen

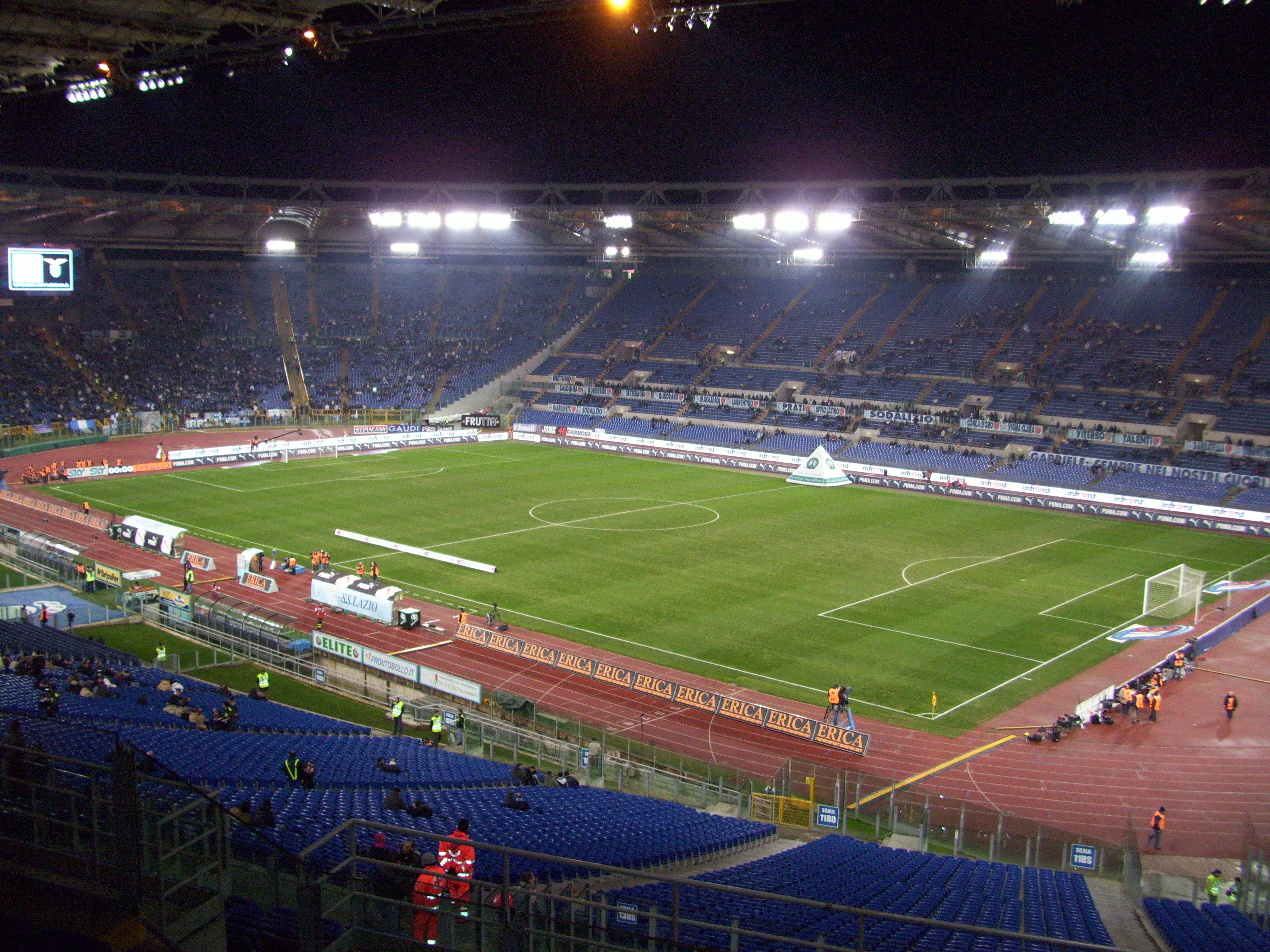
Das Olympiastadion von Rom im Jahr 2009

Die 4-mal-400-Meter-Staffel der Frauen bei den Leichtathletik-Europameisterschaften 1974 wurde am 8. September 1974 im Olympiastadion von Rom ausgetragen.
Europameister wurde die Staffel des Titelverteidigers und Olympiasiegers von 1972 DDR in der Besetzung Brigitte Rohde, Waltraud Dietsch, Angelika Handt und Ellen Streidt. Den zweiten Platz belegte Finnland mit (Marika Eklund, Mona-Lisa Pursiainen, Pirjo Wilmi und Riitta Salin). Bronze ging an die Sowjetunion (Inta Kļimoviča, Ingrīda Barkāne, Nadeschda Iljina, Natalja Sokolowa).

## Rekorde
Vorbemerkung:

In diesen Jahren gab es bei den Bestleistungen und Rekorden eine Zweiteilung. Es wurden nebeneinander handgestoppte und elektronisch ermittelte Leistungen geführt. Die offizielle Angabe der Zeiten erfolgte in der Regel noch in Zehntelsekunden, die bei Vorhandensein elektronischer Messung gerundet wurden. Allerdings verlor der in Zehntelsekunden angegebene Rekord immer mehr an Bedeutung. Ab 1977 hatte das Nebeneinander der Bestzeiten ein Ende, von da an wurde nur noch der elektronische gemessene und in Hundertstelsekunden angegebene Wert als Rekord gelistet.

### Offizielle Rekorde – Angabe in Zehntelsekunden

#### Bestehende Rekorde
| Weltrekord           | 3:23,0 min | DDR (Dagmar Käsling, Rita Kühne, Helga Seidler, Monika Zehrt) | OS München, BR Deutschland (heute Deutschland) | 10. September 1972 |
| Europarekord         | 3:23,0 min | DDR (Dagmar Käsling, Rita Kühne, Helga Seidler, Monika Zehrt) | OS München, BR Deutschland (heute Deutschland) | 10. September 1972 |
| Meisterschaftsrekord | 3:29,3 min | DDR (Rita Kühne, Ingelore Lohse, Helga Seidler, Monika Zehrt) | EM Helsinki, Finnland                          | 15. August 1971    |

#### Rekordverbesserungen
Im Rennen am 8. September wurde der bestehende EM-Rekord verbessert und außerdem gab es einen Landesrekord.
- Meisterschaftsrekord: 3:25,21 min – DDR (Brigitte Rohde, Waltraud Dietsch, Angelika Handt und Ellen Streidt)
- Landesrekord: 3:25,7 min – Finnland (Marika Eklund, Mona-Lisa Pursiainen, Pirjo Wilmi, Riitta Salin)

### Elektronisch gemessene Rekorde

#### Bestehende Rekorde
| Weltrekord           | 3:22,95 min | DDR (Dagmar Käsling, Rita Kühne, Helga Seidler, Monika Zehrt) | OS München, BR Deutschland (heute Deutschland) | 10. September 1972 |
| Europarekord         | 3:22,95 min | DDR (Dagmar Käsling, Rita Kühne, Helga Seidler, Monika Zehrt) | OS München, BR Deutschland (heute Deutschland) | 10. September 1972 |
| Meisterschaftsrekord | 3:29,28 min | DDR (Rita Kühne, Ingelore Lohse, Helga Seidler, Monika Zehrt) | EM Helsinki, Finnland                          | 15. August 1971    |

#### Rekordverbesserungen
Im Rennen am 8. September wurde der bestehende EM-Rekord verbessert und außerdem gab es einen Landesrekord.
- Meisterschaftsrekord: 3:25,2 min – DDR (Brigitte Rohde, Waltraud Dietsch, Angelika Handt und Ellen Streidt)
- Landesrekord: 3:25,7 min – Finnland (Marika Eklund, Mona-Lisa Pursiainen, Pirjo Wilmi, Riitta Salin)

## Durchführung
Es gab keine Vorrunde, nur acht Teams waren gemeldet und bestritten gemeinsam das Finale.

## Legende
- CR: Championshiprekord
- NR: Nationaler Rekord

## Ergebnis
8. September 1974, 17:50 Uhr
| Platz | Staffel          | Besetzung                                                             | Zeit (s)   |
| ----- | ---------------- | --------------------------------------------------------------------- | ---------- |
| 1     | DDR              | Brigitte Rohde Waltraud Dietsch Angelika Handt Ellen Streidt          | 3:25,21 CR |
| 2     | Finnland         | Marika Eklund Mona-Lisa Pursiainen Pirjo Wilmi Riitta Salin           | 3:25,7 NR  |
| 3     | Sowjetunion      | Inta Kļimoviča Ingrīda Barkāne Nadeschda Iljina Natalja Sokolowa      | 3:26,1     |
| 4     | Polen            | Genowefa Nowaczyk Krystyna Kacperczyk Danuta Pieczyk Irena Szewinska  | 3:26,4     |
| 5     | BR Deutschland   | Dagmar Jost Elke Barth Hildegard Falck Rita Wilden                    | 3:27,9     |
| 6     | Großbritannien   | Donna Murray Verona Bernard Jannette Roscoe Ruth Kennedy              | 3:29,6     |
| 7     | Rumänien         | Ibolya Slavic Alexandra Badescu Lăcrămioara Diaconiuc Mariana Suman   | 3:30,8     |
| 8     | Tschechoslowakei | Eva Stefkova Jindriska Hermanska Eva Kovalcikova Jozefína Čerchlanová | 3:36,3     |